# Wierzbica (gmina w województwie lubelskim)
Wierzbica (daw. gmina Olchowiec) – gmina wiejska w województwie lubelskim, w powiecie chełmskim. W latach 1975–1998 gmina położona była w województwie chełmskim.
Siedziba gminy to Wierzbica.
Według danych z 30 czerwca 2004 gminę zamieszkiwały 5433 osoby.
Szkole Podstawowej w Wierzbicy patronuje trener reprezentacji Polski w piłce nożnej Kazimierz Górski ( 1921-2006)

## Struktura powierzchni
Według danych z roku 2002 gmina Wierzbica ma obszar 146,36 km², w tym:
- użytki rolne: 79%
- użytki leśne: 9%

Gmina stanowi 8,22% powierzchni powiatu.

## Demografia

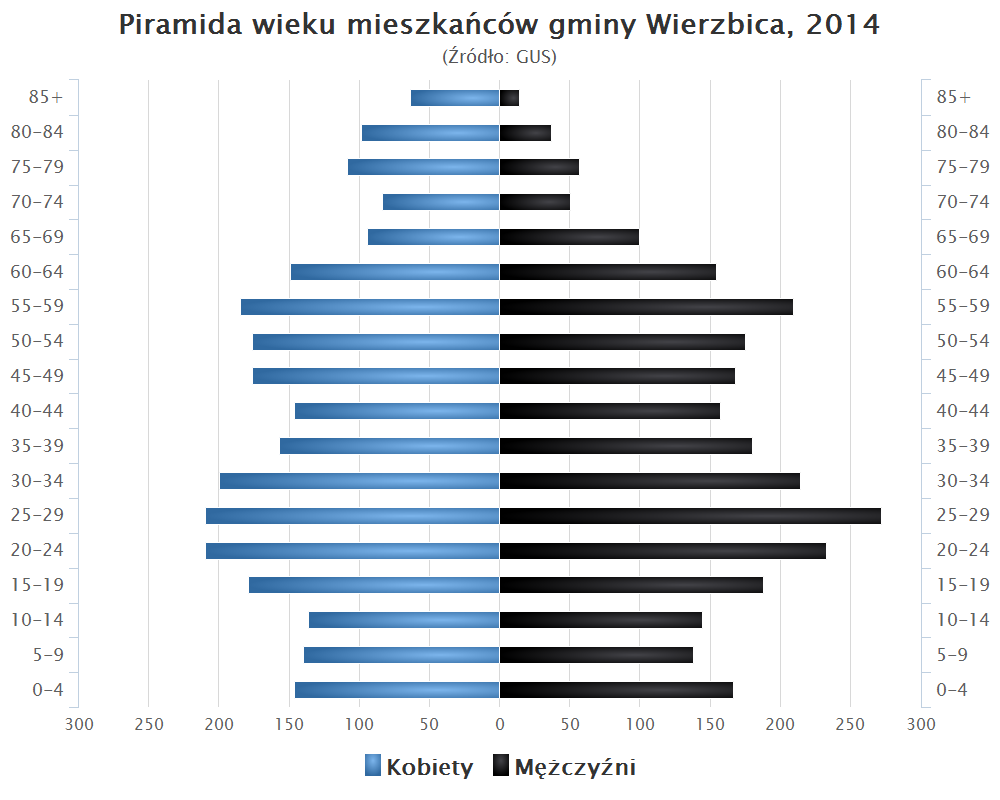
Piramida wieku mieszkańców gminy Wierzbica w 2014 roku

Dane z 30 czerwca 2004:
| Opis                              | Ogółem | Ogółem | Kobiety | Kobiety | Mężczyźni | Mężczyźni |
| --------------------------------- | ------ | ------ | ------- | ------- | --------- | --------- |
| jednostka                         | osób   | %      | osób    | %       | osób      | %         |
| populacja                         | 5433   | 100    | 2733    | 50,3    | 2700      | 49,7      |
| gęstość zaludnienia (mieszk./km²) | 37,1   | 37,1   | 18,7    | 18,7    | 18,4      | 18,4      |

## Sołectwa
Bakus-Wanda, Busówno, Chylin, Chylin Wielki, Helenów, Kamienna Góra, Karczunek, Kozia Góra, Ochoża, Olchowiec, Olchowiec-Kolonia, Pniówno, Syczyn, Święcica, Tarnów, Terenin, Wierzbica, Wierzbica-Osiedle, Władysławów, Wólka Tarnowska.

## Pozostałe miejscowości
Busówno-Kolonia, Buza, Chylin Mały, Kamienna Góra, Ochoża-Pniaki, Staszyce, Werejce, Wólka Tarnowska, Wygoda.

## Sąsiednie gminy
Chełm, Cyców, Hańsk, Sawin, Siedliszcze, Urszulin